# Saint-Germain-des-Prés Café 7
Albums de Various
Saint-Germain-des-Prés Café 6 Saint-Germain-des-Prés Café 8
Saint-Germain-des-Prés Café volume 7 est la septième compilation Saint-Germain-des-Prés Café parue en 2005.

## Liste des titres
| 1.  | Oriental Smile                                               | Paolo Fedreghini & Marco Blanchi |  |
| 2.  | Escapism                                                     | Metropolitan Jazz Affair         |  |
| 3.  | Feeling Good (featuring Alice Russell)                       | The Quantic Soul Orchestra       |  |
| 4.  | Life Is A Tree (Live - Take 2) (featuring Lara Luppi)        | Sicania Soul                     |  |
| 5.  | Peroxide Swing                                               | Michael Bublé                    |  |
| 6.  | This Could Be The Start Of Something (featuring Mark Murphy) | The Five Corners Quintet         |  |
| 7.  | It Ain't Necessary So                                        | Jamie Cullum                     |  |
| 8.  | Uam Uam                                                      | Polo                             |  |
| 9.  | African Rythm (A Touch Of Jazz Mix)                          | Rythm Factory                    |  |
| 10. | Sometime I'm Blue                                            | Nick Holder                      |  |
| 11. | Pyjama                                                       | Tosca                            |  |
| 12. | Ishmael (Stephan Rogall Remix)                               | Abdullah Ibrahim                 |  |
| 13. | Big Noise (From Winnetka)                                    | Kyle Eastwood                    |  |
| 14. | Sacred Life                                                  | Kinny & Horn                     |  |
| 15. | Mister Freeze (featuring Cynthia Saint-Ville)                | Electro Deluxe                   |  |
| 16. | Lover Man (Jazzelicious Remix)                               | Sarah Vaughan                    |  |
| 17. | Hard Twelve (The Payout)                                     | Beat Assailant                   |  |

| 1.  | Goldilocks (featuring S. Lech)          | Beady Belle                 |  |
| 2.  | About (featuring Tokundo Akinro)        | Tok Tok Tok                 |  |
| 3.  | Bye Bye Blackbird                       | Muriel Zoe                  |  |
| 4.  | Let Yourself Go/Puttin' On The Ritz     | Sonia Cat-Berro             |  |
| 5.  | Yellow Daisies (featuring NAvasga Daya) | Fertile Ground              |  |
| 6.  | Here                                    | Jeanette Lindström          |  |
| 7.  | Twisted (featuring Ultra Naté)          | Re: Jazz                    |  |
| 8.  | Blush                                   | Susi Hyldgaard              |  |
| 9.  | To Know This                            | Alice Russell               |  |
| 10. | Tennessee Walts                         | Norah Jones & Joel Harrison |  |